# Arthur Groussier
Arthur Groussier (Orleans (Francia) 1863- Enghien-les-Bains (Francia) 1957) fue un sindicalista, masón y político francés.

## Biografía
Nació en Orleans (Francia) el 18 de agosto de 1863. Estudió ingeniería mecánica.
Se instala posteriormente en París donde conoce a Julie Roux, con quien tendrá un niño. Por principios deciden no contraer matrimonio. Murió el 6 de febrero de 1957 en Enghien-les-Bains.

## Sindicalismo
Arthur Groussier se interesa por los problemas sociales y por la mejora de las condiciones de trabajo de la clase obrera. De 1890 a 1893 se convierte en Secretario general de la Federación Nacional de Obreros Metalúrgicos, que más tarde se convertirá en la Confederación General del Trabajo (CGT).

## Vida política
En 1893 fue elegido diputado de la 10 º arrondissement de París, en nombre del Partido Obrero Socialista Revolucionario (POSR). En primer lugar, se unió al grupo parlamentario socialista con Jean Jaurès, Jules Guesde, René Viviani, etc. Se incorporó al Alianza Comunista Revolucionaria en 1896. 
Obtuvo más mandatos en la Asamblea Nacional: 1893-1898, 1898-1902, 1906-1910, 1910-1914, 1914-1919, 1919-1924. Vencido en 1902, representa en nombre de la Sección Francesa de la Internacional Obrera (SFIO). Derrotado nuevamente en 1924 y 1928, se retiró finalmente de la vida política activa. 
Durante sus mandatos, se convierte en el artífice del cambio social y está implicado en el desarrollo de un gran número de leyes de progreso social: la negociación colectiva, los accidentes laborales, la salud y la seguridad, la organización laboral, los contratos de trabajo, tribunal laboral,... 
Su gran logro es la aplicación del Código de Trabajo. Fue Presidente de la Comisión del Trabajo y el Vicepresidente de la Cámara en 1917.

## Vida masónica
Se inició en 1885 en la Logia "L'Émancipation" del Gran Oriente de Francia. Se afilió también a la Logia "Bienfaisance et Progrès".
En 1907 es elegido Consejero de la Orden. Seguirá siéndolo hasta la llegada de la Segunda Guerra Mundial
Después de haber abandonado la vida política, en 1925 llega a ser Gran Maestre, es decir, Presidente del Consejo de la Orden del Gran Oriente de Francia. Su mandato es interrumpido en 1940 por el Gobierno de Vichy, para ser posteriormente renovado en el cargo en 1944-45. En ese momento tiene 82 años, está casi ciego, pero a pesar de eso, sigue teniendo gran peso en la Obediencia.
Fue él quien en el periodo de entreguerras defiende el regreso al Rito Francés. El texto bajo la dirección de Arthur Groussier se aprobó en 1938 y a principios de 1955 marcó el retorno del simbolismo en el ritual de la referencia del Gran Oriente bajo el nombre de Rito Francés moderno o Rito Groussier.